# 石川桃
石川 桃（いしかわ もも、1998年2月26日 - ）は、日本の女優。埼玉県出身。劇団民藝所属。

## 来歴・人物
桐朋学園芸術短期大学専攻科演劇専攻卒業。2022年に劇団民藝に入団。
特技はクラシックバレエ・コンテンポラリー・ダンス・新舞踊・歌。

## 出演

### 舞台
- 『破戒』（2022年） - お志保／女たち 役
- 『巨匠』（2023年） - 避難者 役
- 『オットーと呼ばれる日本人』（2024年） - ゾフィー 役
- 『真夜中の太陽』（KEIKOBA)（2024年） - サト 役
- 『囲われた空』（2024年） - エルサ 役[2]
- KABUKI×OPERA『浅草のカルメン』（2025年）
- 『真夜中の太陽』サト役（学校巡回公演）（2025年）

### テレビドラマ
- フジテレビ 木曜劇場『日本一の最低男 ※私の家族はニセモノだった』（2025年）
- BUMPオリジナルショートドラマ『わたしの好きな人は、』（2025年）

### 吹き替え
- 『ワンダルーズ シーズン2』エピソード9 - オレンジクマ 役
- 『スーパーヒーローアカデミー』 - ワンダ 役

## 受賞歴
- 第2回WTEA国際演劇フェスティバル（World Theater Education Alliance 2019）（2019年10月、北京） - 優秀俳優賞[3] - 『眞夏の夜の夢』ヒロイン ハーミア 役